# 10538 Torode
10538 Torode (1991 VP2) là một tiểu hành tinh vành đai chính được phát hiện ngày 11 tháng 11 năm 1991 bởi B. G. W. Manning ở Stakenbridge.